# Jean-Marc Krings
Pour les articles homonymes, voir Krings.
Jean-Marc Krings, né le 19 février 1965 à Anderlecht (région de Bruxelles-Capitale), est un auteur de bande dessinée et illustrateur belge francophone.

## Biographie
Jean-Marc Krings naît le 19 février 1965 à Anderlecht, une commune bruxelloise.

### Reprises de jeunes séries (années 2000)
Jean-Marc Krings accomplit des études à l’Académie royale des beaux-arts de Bruxelles et à Woluwe-Saint-Lambert, chez Guy Brasseur. Il devient ensuite assistant de Dupa et décoriste de Walli puis travaille aux cliniques Saint–Luc, où, en deuxième activité, il illustre les articles médicaux de la revue hospitalière. Il réalise seul Folle randonnée, un court récit de six pages, publié dans Jet, une revue de bande dessinée des éditions du Lombard en janvier 1991. 
En 2004, il est engagé par Vents d’Ouest pour dessiner Le Guide junior des filles aux côtés des scénaristes Jacky Goupil et Sylvia Douillet. Cette même année, après avoir réalisé une dizaine de gags pour le Lanfeust Mag, Krings dessine la série Inquisitor sur un scénario de Pierre Veys.
Fin 2004, Krings convainc les Éditions Dupuis de reprendre les aventures de Violine, jeune série dont le dessinateur Fabrice Tarrin a décidé d'arrêter, en pleine réalisation du tome 3. Krings termine l'album, publié en février 2006 et conclut le cycle imaginé par le scénariste Tronchet avec les tomes 4 et 5. Mais à la suite de ventes jugées insuffisantes, l'éditeur décide d'arrêter la série.
Jean-Marc Krings, qui avait réalisé 20 planches du tome 6, amorçant un second cycle dont l'action se situe en Inde, les voit publiées en 2013 par La Vache qui Médite.
Le dessinateur rebondit vers les éditions Bamboo, pour qui il reprend le dessin d'une série humoristique, Les Informaticiens. Il signe les tomes 3 et 4, publiés en 2008 et 2009. Il tente ensuite de lancer une autre série du même type, Livraison Express,,, mais seul un album est publié en 2009.

### Séries originales (années 2010)
En 2011, il est choisi par l'éditeur Dargaud pour relancer La Ribambelle, un classique de la bande dessinée franco-belge, créé par Jean Roba, mais n'ayant connu que six albums publiés par les éditions Dupuis durant les années 1960. C'est le scénariste à succès Zidrou qui signe le premier tome, intitulé La Ribambelle reprend du service. Un deuxième tome suit en 2012, La Ribambelle au Japon. La même année, à l'occasion de la Fête de la BD d'Eauze, en collaboration avec l'association Philajeune, il réalise un timbre à date temporaire sur le thème de La Ribambelle. Mais l'éditeur décide d'arrêter la série.
Krings retrouve alors l'éditeur Vents d’Ouest, qui accepte son projet de série de science-fiction centrée sur une jeune femme. Mais seulement deux tomes sont publiés durant l'année 2014, alors que trois ou quatre étaient au minimum prévus par le scénariste/dessinateur.
L'année suivante, il signe pour Glénat le one-shot consacré au monde de la course automobile, La Dernière Targa Florio,, sur un scénario de Dugomier. Parallèlement, il retrouve Zidrou pour lancer une nouvelle série chez Paquet, Waw,, qui lui permet de combiner héroïne Pin-up et automobiles. Mais l'album passe inaperçu. En 2016, il retrouve donc Dugomier et Glénat pour un diptyque consacré à la carrière du pilote de formule 1 Jacky Ickx,. Le second tome Monsieur le Mans, paraît le 26 août 2020.
En 2017, Krings avec le romancier Toni Coppers lance la série dérivée Fanny K. de celle de Merho Fanny et Cie où le personnage de Fanny s'éloigne de son univers originel,. Les planches de l'album Moordgriet font l'objet d'une exposition au Centre belge de la bande dessinée. Le chroniqueur Jacques Schraûwen de la RTBF écrit : « Jean-Marc Krings a un style, c’est vrai, qui ne peut que coller à ce genre d’aventure : nervosité dans le trait, rapidité dans la mise en scène, sens de l’expressivité, amour, aussi, de la courbe dans tout ce qu’elle peut avoir de féminin, dans un environnement où le réalisme laisse la place à l’efficacité graphique. » et rapproche l'auteur de l'école de Marcinelle. En 2018, la série est traduite en français,, cette série s'étend sur 3 albums. Mais il enchaîne aussitôt avec une autre reprise, celle du classique Bob et Bobette,, créé par Willy Vandersteen, scénarisé par un autre anderlechtois, Zidrou, pour les éditions du Standaard, dont l'album hommage est publié le 5 novembre 2019.

### Séries originales (années 2020)
En octobre 2020, il publie une nouvelle série Passepeur sur scénario de Daniel Bultreys chez Boomerang Éditeur Jeunesse et en octobre de l'année suivante paraît le deuxième tome de la série. Il parvient à intercaler une participation à l'aventure éditoriale des Diables Rouges en bande dessinée sur un scénario de Lapuss avec le septième tome de la série qui paraît en avril 2021. Toujours dans le domaine du football, il lance la série Les Diables Rouges - Espoirs avec la complicité de François Maingoval au scénario et la mise en couleur de Picksel et dont le premier tome Hors Jeu paraît en septembre 2022 chez Kennes Éditions.
En 2024, il dessine un western : La Piste de l'Orégon écrit par Éric Corbeyran publié aux éditions Kennes,. L'année suivante, il dessine le one shot historique La Grande Histoire du Château de Versailles écrit par Maingoval, publié aux Éditions Ouest-France.
À la disparition de Stuf, il lui rend hommage dans Spirou no 4039 en 2015.
En plus de ses activités de créateur de bande dessinée, Krings enseigne aux enfants la bande dessinée à son domicile.

## Œuvres publiées

### Albums de bande dessinée

#### La Piste de l'Orégon
- La Piste de l'Orégon[31],[54],[55],[56], Kennes Éditions, Gerpinnes, 18 septembre 2024
Scénario : Éric Corbeyran - Dessin : Jean-Marc Krings - Couleurs : Véra -  (ISBN 978-2-380-75862-7)

#### La Grande Histoire du Château de Versailles
- La Grande Histoire du Château de Versailles[32],[57],[58], Éditions Ouest-France, coll. « L'Histoire en place », Rennes, 7 février 2025
Scénario : François Maingoval - Dessin : Jean-Marc Krings -  (ISBN 9782737389870)

### Affiches de festival BD
- 2007 :  1200 Bulles, Rencontres BD à Woluwe-Saint-Lambert[64] ;
- 2007 :  13e Rencontre BD au Rœulx ;
- 2009 :  7e Festival international de la bande dessinée de Sisteron ;
- 2011 :  18e Festival international de la bande dessinée à Contern ;
- 2011 :  6e Ballade des Bulles à Faches-Thumesnil ;
- 2012 :  4e Festival BD Barsac ;
- 2020 :  40e Salon du livre à La Couture[64] ;
- 2020 :  1er Festival BD de Mouscron[64].

## Prix et distinctions
- 2007 :  prix Rookie au Festival de bande dessinée de Middelkerke à Middelkerke pour Violetta[65].

#### Livres
: document utilisé comme source pour la rédaction de cet article.
- Jacques Fiérain, « Krings, Jean-Marc », dans La BD dans la province du Hainaut, Charleroi, Éd. l'Âge d'or, septembre 2006, 96 p., ill. ; 31 cm (ISBN 9782960046458 et 2960046455, OCLC 469651838, présentation en ligne), p. 28.
- Philippe Mellot, Michel Denni, Laurent Turpin et Isabelle Morzadec, Trésors de la bande dessinée : BDM 2021-2022 - Catalogue encyclopédique et Argus, Paris, Les Arènes, novembre 2020, 22e éd., 1700 p., ill. ; 23 cm (ISBN 9791037502582, présentation en ligne), p. 28, 161, 330, 491, 755, 759, 802, 806, 833, 862, 892, 1017, 1090, 1222, 1252, 1254, 1291. .

#### Périodiques
- « Krings », Jet, Le Lombard, no 9,‎ janvier 1991, p. 91 (ISBN 2-8036-0833- 2, ISSN 1146-2728).

#### Articles
- Jean-Marc Krings, Fabrice Tarrin (interviewés par Nicolas Anspach), « Jean-Marc Krings, nouveau dessinateur de Violine », ActuaBD,‎ 20 juillet 2005 (lire en ligne, consulté le 28 juin 2022)
- Jean-Marc Krings (interviewé par Nicolas Anspach), « Krings : « Avec Livraison Express, nous ne cherchons pas à décrocher un prix à Angoulême » », ActuaBD,‎ 11 juin 2009 (lire en ligne, consulté le 28 juin 2022)
- Jean-Marc Krings (interviewé par Thomas Turillon), « « La Ribambelle au Japon » est dans les rayons ! », L'Avenir,‎ 28 août 2012 (lire en ligne)
- Jean-Marc Krings (interviewé par Mac Arthur), « Interview de Jean-Marc Krings », BDThèque,‎ 6 mai 2011 (lire en ligne, consulté le 28 octobre 2022)
- Jean-Marc Krings (interviewé par Pierre Burssens), « Entretien avec Jean-Marc Krings », Auracan,‎ 14 avril 2015 (lire en ligne, consulté le 28 juin 2022)
- Thomas Turillon, « Les 1 001 projets de Jean-Marc Krings », L'Avenir,‎ 29 septembre 2020 (lire en ligne , consulté le 28 juin 2022)
- Thomas Turillon, « Mouscron : Krings travaille sur trois albums officiels sur les Diables rouges », L'Avenir,‎ 12 mars 2021 (lire en ligne , consulté le 28 juin 2022)
- « Krings s'amuse à faire peur aux jeunes enfants », Nord Éclair,‎ 12 avril 2021 (lire en ligne , consulté le 28 juin 2022)
- Jean-Marc Krings (interviewé par Milan Morales), « 3 petites questions à… Krings », Génération BD,‎ 27 avril 2022 (lire en ligne, consulté le 28 juin 2022).
- Thomas Turillon, « La Piste de l’Oregon de Krings (Mouscron) : 1er tirage à peine publié et déjà épuisé ! », L'Avenir,‎ 8 janvier 2024 (lire en ligne, consulté le 18 janvier 2024)
- Thomas Turillon, « Les 500 premiers exemplaires de la BD de Jean-Marc Krings, La Piste de l’Oregon se sont arrachés : ils sont déjà tous vendus ! », La DH Les Sports+,‎ 8 janvier 2024 (lire en ligne, consulté le 18 janvier 2024).